# Władimir Lachow

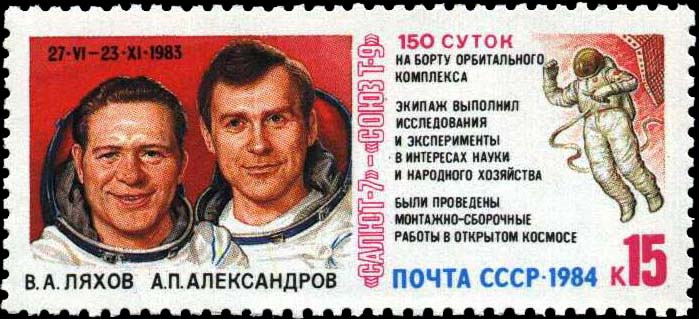
Radziecki znaczek upamiętniający misję Sojuza T-9 na stację Salut 7. Lachow z lewej.

Władimir Afanasjewicz Lachow, ros. Владимир Афанасьевич Ляхов (ur. 20 lipca 1941 w mieście Antracyt, obwód woroszyłowgradzki, zm. 19 kwietnia 2018 w Astrachaniu) – radziecki kosmonauta, pułkownik lotnictwa, Lotnik Kosmonauta ZSRR.

## Wykształcenie i służba wojskowa
- 1959 – ukończył szkołę średnią w mieście Antracyt.
- 1960 – po odbyciu rocznego, wstępnego przeszkolenia lotniczego dostał się do Wyższej Wojskowej Szkoły Lotniczej dla Pilotów im. S.I. Gricewca (ВВАУЛ) w Charkowie, którą ukończył w 1964.
- 1964–1967 – 9 grudnia 1964 rozpoczął służbę w 777 pułku lotnictwa myśliwskiego 24 dywizji wojsk obrony powietrznej stacjonującej na Sachalinie. Od 1966 służył w 300 pułku lotnictwa myśliwskiego 29 dywizji.
- 1975 – 24 czerwca, w systemie zaocznym, ukończył Akademię Sił Powietrznych im. J. Gagarina.
- 1994 – 19 sierpnia, z uwagi na osiągnięty wiek, rozkazem Ministra Obrony Federacji Rosyjskiej został przeniesiony do rezerwy.

## Kariera kosmonauty i służba w Centrum Wyszkolenia Kosmonautów
- 1965 – po raz pierwszy starał się dostać do oddziału kosmonautów (nabór WWS-3). Znalazł się w finale, ale komisja kwalifikacyjna zdecydowała, że Lachow pozostał jedynie w rezerwie.
- 1967 – 7 maja został przyjęty do oddziału radzieckich kosmonautów. Razem z nim w grupie znalazło się jeszcze jedenastu innych pilotów wojskowych.
- 1969–1973 – w lipcu 1969 zakończył dwuletnie szkolenie podstawowe, po którym został skierowany do grupy kosmonautów przygotowywanych do programu „Spiral”. Był w niej do 1973. W tym czasie uzyskał również kwalifikacje pilota doświadczalnego. Latał m.in. na takich samolotach jak: Mig-21SMT, Mig-2SZF, Su-7BKL czy Su-9.
- 1974–1976 – razem z Anatolijem Woronowem przygotowywał się do lotu doświadczalnego na statku 7K-S (7К-С).
- 1976–1979 – wspólnie z Gieorgijem Grieczką do października 1977 trenował jako dowódca trzeciej (rezerwowej) załogi przewidzianej do misji na pokładzie stacji Salut 6. W październiku 1977 po nieudanym locie Sojuza 25 wszystkie załogi rozformowano. Później Lachowowi przydzielono do załogi Walerija Riumina, z którym szkolił się do czerwca 1979. 15 czerwca 1978 podczas startu Sojuza 29 Lachow był dublerem dowódcy tej wyprawy – Władimira Kowalonka. Później obaj z Riuminem zostali wyznaczeni do podstawowej załogi Sojuza 32. Od lutego do sierpnia 1979 pracowali jako trzecia stała załoga na pokładzie stacji kosmicznej Salut 6.
- 1979–1983 – od 1979 wraz z innymi kosmonautami rozpoczął przygotowania do międzynarodowych załogowych lotów w ramach programu Interkosmos. Pod koniec 1980 został dowódcą załogi rezerwowej misji radziecko-mongolskiej. Razem z nim znalazł się w niej Majdarżawyn Ganzorig. W marcu 1981 był dublerem dowódcy Sojuza 39 – Władimira Dżanibekowa. Później został dowódcą trzeciej (rezerwowej) załogi przygotowywanej do pierwszej załogowej ekspedycji na stację Salut 7. Zastąpił w niej Władimira Dżanibekowa. Inżynierem pokładowym był Aleksandr Aleksandrow. Podczas przygotowań do startu drugiej stałej załogi Saluta 7 dowodził załogą dublerów, w której obok Aleksandra Aleksandrowa znalazł się również Aleksandr Sieriebrow. Tego ostatniego pod koniec przygotowań zastąpił Wiktor Sawinych. W kwietniu 1983 cała trójka była dublerami ekipy Sojuza T-8. Później Lachow został dowódcą podstawowej załogi Sojuza T-9. Od czerwca do listopada 1983 razem z Aleksandrem Aleksandrowem pracował na stacji Salut 7.
- 1985–1987 – przeszedł szkolenie przygotowujące go do udziału w misjach ratunkowych. Mógł samodzielnie pilotować statek Sojuz. Równolegle od lutego do listopada 1987 trenował wspólnie z Andriejem Zajcewem w jednej z rezerwowych załóg do trzeciej stałej ekspedycji na stację kosmiczną Mir.
- 1988 – podczas startu Sojuza TM-5 w czerwcu 1988 był dublerem dowódcy radziecko-bułgarskiej misji – Anatolija Sołowjowa. Razem z nim w załodze znaleźli się: Andriej Zajcew (w marcu 1988 zmienił go Aleksandr Sieriebrow) oraz bułgarski kosmonauta Krasimir Stojanow. Wkrótce został dowódcą podstawowej załogi Sojuza TM-6 realizującego lot z udziałem kosmonauty z Afganistanu, Abdulahada Momanda. Trzecim członkiem załogi został Walerij Polakow. Wyprawa doszła do skutku na przełomie sierpnia i września 1988. Po tej misji aż do 1994 roku trenował w grupie kosmonautów przygotowanych do lotów ratunkowych. Od października został zastępcą naczelnika jednego z instytutów Centrum Wyszkolenia Kosmonautów im. J. Gagarina, który zajmował się treningiem kosmonautów.
- 1993 – 11 marca został zastępcą dowódcy oddziału kosmonautów.
- 1994 – 7 września opuścił korpus kosmonautów.

## Po opuszczeniu oddziału kosmonautów
Po zakończeniu kariery kosmonauty w latach 1995–1998 pracował jako zastępca generalnego dyrektora firmy wydawniczej „Rasija” (Россия). Później przeszedł na emeryturę.

## Loty załogowe
- „Sojuz 32”

Do swojej pierwszej misji kosmicznej wystartował 25 lutego 1979. Dowodził statkiem kosmicznym Sojuz 32. Inżynierem pokładowym podczas tego lotu był Walerij Riumin. Następnego dnia Sojuz połączył się ze stacją kosmiczną Salut 6. Podczas ponad 175-dniowego lotu kosmonauci, którzy stanowili trzecią stałą załogę stacji Salut 6, przyjęli i rozładowali trzy statki transportowe typu Progress (5, 6 i 7). W kwietniu do kompleksu orbitalnego miała dotrzeć radziecko-bułgarska załoga Rukawisznikow – Iwanow. Awaria głównego silnika Sojuza 33 spowodowała, że ich lot po dwóch dobach został przerwany. Do końca misji Lachowa i Riumina do Saluta nie przycumował już żaden statek załogowy. W czerwcu dotarł do niej natomiast bezzałogowy Sojuz 34, na pokładzie którego obaj powrócili później na Ziemię. 15 sierpnia 1979 Lachow i Riumin przez 1 godzinę i 23 minuty pracowali poza Salutem. Kosmonauci odczepili wówczas od konstrukcji stacji antenę radioteleskopu KRT-10. Powrót załogi z orbity nastąpił 19 sierpnia 1979. Kapsuła Sojuza 34 osiadła w odległości 170 kilometrów od Żezkazganu. Kosmonauci ustanowili wówczas rekord pobytu człowieka w przestrzeni kosmicznej.
- „Sojuz T-9”

27 czerwca 1983 był dowódcą statku kosmicznego Sojuz T-9. Razem z Aleksandrem Aleksandrowem tworzyli drugą stałą załogę stacji kosmiczej Salut 7. Następnego dnia po pomyślnym dokowaniu przeszli na pokład kompleksu orbitalnego Salut 7 – Kosmos 1443, na którym przebywali przez blisko 150 dni. W tym czasie rozładowali dwa statki towarowe (Progress 17 i 18) oraz Kosmosa 1443, który dostarczył na stację 3,5 tony zaopatrzenia. Pod koniec września do stacji miał przycumować kolejny Sojuz (oznaczony później jako Sojuz T-10-1) z nową załogą: Władimirem Titowem i Giennadijem Striekałowem. Pożar rakiety nośnej podczas startu i przymusowe lądowanie załogi spowodowało przedłużenie misji Lachowa i Aleksandrowa o dwa miesiące. Na początku listopada obaj kosmonauci dwukrotnie pracowali poza stacją, w sumie przez blisko 6 godzin. Powrót kosmonautów z orbity nastąpił 23 listopada 1983. Kapsuła Sojuza T-9 osiadła w odległości około 160 kilometrów od Żezkazganu.
- „Sojuz TM-6”

Trzeci i ostatni lot w kosmos Władimir Lachow rozpoczął 29 sierpnia 1988. Razem z nim na pokładzie Sojuza TM-6 znajdowali się również: kosmonauta badacz (lekarz) Walerij Polakow oraz obywatel Afganistanu Abdulahad Momand. Był to kolejny lot realizowany w ramach programu Interkosmos. Dwa dni później ich statek kosmiczny przycumował do stacji kosmiczej Mir. Przez 6 dni razem ze stałą załogą Mira Władimirem Titowem oraz Musą Manarowem wykonali m.in. zdjęcia terytorium Afganistanu, które posłużyły do wykonania pierwszego pełnego atlasu kartograficznego tego kraju. 5 września 1988 Władimir Lachow oraz Abdulahad Momand odcumowali statek Sojuz TM-5 i rozpoczęli drogę powrotną na Ziemię. Po rozpoczęciu operacji lądowania, tuż po oddzieleniu przedziału mieszkalnego, okazało się, że niesprawny jest system automatycznej orientacji. Lądowanie zostało przesunięte o dobę. Przez ten czas kosmonauci pozostawali na swoich fotelach w lądowniku. Ostatecznie udało się im szczęśliwie wylądować 7 września 1988 w odległości około 160 km od Żezkazganu.

## Odznaczenia i nagrody[3]
- Medal Złota Gwiazda Bohatera Związku Radzieckiego – dwukrotnie (1979, 1983)
- Order Lenina – dwukrotnie (1979, 1983)
- Order Rewolucji Październikowej (1988)
- Medal „Za zasługi w podboju kosmosu” (2011, Rosja)[4]
- Złota Gwiazda Bohatera Demokratycznej Republiki Afganistanu (1988)
- Order „Słońce Wolności” (1988, Afganistan)
- Order Narodowej Republiki Bułgarii I klasy (1979)
- Order Suche Batora (Mongolia)
- Złoty Medal Akademii Nauk ZSRR im. Konstantina E. Ciołkowskiego
- The Gold Space Medal (1979, FAI)
- Medal De la Vaulx (1979, FAI)
- Dyplom FAI im. Władimira M. Komarowa (1983)
- Universal Astronaut Insignia za lot orbitalny (nr 91, pośmiertnie) – Stowarzyszenie Uczestników Lotów Kosmicznych (Association of Space Explorers(inne języki))[5]

## Wykaz lotów
| Loty kosmiczne, w których uczestniczył Władimir A. Lachow              | Loty kosmiczne, w których uczestniczył Władimir A. Lachow | Loty kosmiczne, w których uczestniczył Władimir A. Lachow | Loty kosmiczne, w których uczestniczył Władimir A. Lachow | Loty kosmiczne, w których uczestniczył Władimir A. Lachow | Loty kosmiczne, w których uczestniczył Władimir A. Lachow | Loty kosmiczne, w których uczestniczył Władimir A. Lachow |
| №                                                                      | Data startu                                               | Statek kosmiczny                                          | Data lądowania                                            | Statek kosmiczny                                          | Funkcja                                                   | Czas trwania                                              |
| ---------------------------------------------------------------------- | --------------------------------------------------------- | --------------------------------------------------------- | --------------------------------------------------------- | --------------------------------------------------------- | --------------------------------------------------------- | --------------------------------------------------------- |
| 1                                                                      | 25 lutego 1979                                            | Sojuz 32                                                  | 19 sierpnia 1979                                          | Sojuz 34                                                  | Dowódca                                                   | 175 dni 35 minut i 37 sekund                              |
| 2                                                                      | 27 czerwca 1983                                           | Sojuz T-9                                                 | 23 listopada 1983                                         | Sojuz T-9                                                 | Dowódca                                                   | 149 dni 10 godzin 46 minut i 1 sekunda                    |
| 3                                                                      | 29 sierpnia 1988                                          | Sojuz TM-6                                                | 7 września 1988                                           | Sojuz TM-5                                                | Dowódca                                                   | 8 dni 20 godzin 26 minut i 27 sekund                      |
| Łączny czas spędzony w kosmosie — 333 dni 7 godzin 48 minut i 5 sekund |                                                           |                                                           |                                                           |                                                           |                                                           |                                                           |